# Марс-Гілл (переписна місцевість, Мен)
Марс-Гілл (англ. Mars Hill) — переписна місцевість (CDP) в США, в окрузі Арустук штату Мен. Населення — 818 осіб (2020).

## Географія
Марс-Гілл розташований за координатами 46°31′9″ пн. ш. 67°52′11″ зх. д. / 46.51917° пн. ш. 67.86972° зх. д. (46.519190, -67.869714).  За даними Бюро перепису населення США в 2010 році переписна місцевість мала площу 5,57 км², з яких 5,49 км² — суходіл та 0,08 км² — водойми.

## Демографія
Згідно з переписом 2010 року, у переписній місцевості мешкало 980 осіб у 423 домогосподарствах у складі 258 родин. Густота населення становила 176 осіб/км².  Було 473 помешкання (85/км²).
Расовий склад населення:
| - 97,0 % — білих - 0,8 % — корінних американців - 0,3 % — чорних або афроамериканців - 0,2 % — азіатів |

До двох чи більше рас належало 1,5 %. Частка іспаномовних становила 0,7 % від усіх жителів.
За віковим діапазоном населення розподілялося таким чином: 19,7 % — особи молодші 18 років, 54,9 % — особи у віці 18—64 років, 25,4 % — особи у віці 65 років та старші. Медіана віку мешканця становила 45,4 року. На 100 осіб жіночої статі у переписній місцевості припадало 83,5 чоловіків;  на 100 жінок у віці від 18 років та старших — 79,3 чоловіків також старших 18 років.
Середній дохід на одне домашнє господарство  становив 44 013 долари США (медіана — 29 063), а середній дохід на одну сім'ю — 59 330 доларів (медіана — 48 839). Медіана доходів становила 37 917 доларів для чоловіків та 27 708 доларів для жінок. За межею бідності перебувало 18,6 % осіб, у тому числі 12,7 % дітей у віці до 18 років та 12,0 % осіб у віці 65 років та старших.
Цивільне працевлаштоване населення становило 406 осіб. Основні галузі зайнятості: освіта, охорона здоров'я та соціальна допомога — 32,8 %, роздрібна торгівля — 16,3 %, транспорт — 8,1 %, оптова торгівля — 4,7 %.